# Boro Drašković
Boro Drašković (cyr. Боро Драшковић, ur. 29 maja 1935 w Sarajewie, Królestwo Jugosławii) – serbski reżyser, dramaturg i scenarzysta.

## Życiorys
W 1959 roku ukończył studia na Akademii Teatru, Filmu, Radia i Telewizji w Belgradzie. Karierę filmową rozpoczął jako asystent polskiego reżysera Andrzeja Wajdy w 1962 roku, a cztery lata później asystował Jerzemu Kawalerowiczowi. W 1969 roku zrealizował swój pierwszy film fabularny pt. Horoskop, a następnie trzy inne filmy fabularne, w których był współautorem scenariusza. Ponadto Drasković zajmował się także realizacją filmów dokumentalnych, pracował w telewizji i radiu; jest również autorem kilku książek o kinie i teatrze. W teatrze, zajmował się inscenizacją szerokiego wachlarza dzieł dramatycznych od Ajschylosa do Becketta, poprzez Szekspira, Moliera, Czechowa, a także dramaturgów serbskich: Radoje Domanovicia, Petara Kočicia czy Danilo Kiša.
W roku 2011 został laureatem Statuetki im. Joachima Vujicia dla zasłużonych serbskich twórców i artystów.

## Filmografia

### Jako reżyser
- 1969: Horoskop (Хороскоп)
- 1972: Nokaut (Нокаут)
- 1989: Usijanie
- 1985: Życie jest piękne (Живот је леп)
- 1994: Vukovar (Вуковар - једна прича)

### Jako scenarzysta
- 1969: Horoskop (Хороскоп)
- 1976: Beogradska deca
- 1989: Usijanie
- 1985: Życie jest piękne (Живот је леп)
- 1994: Vukovar (Вуковар - једна прича)

## Zdjęcia

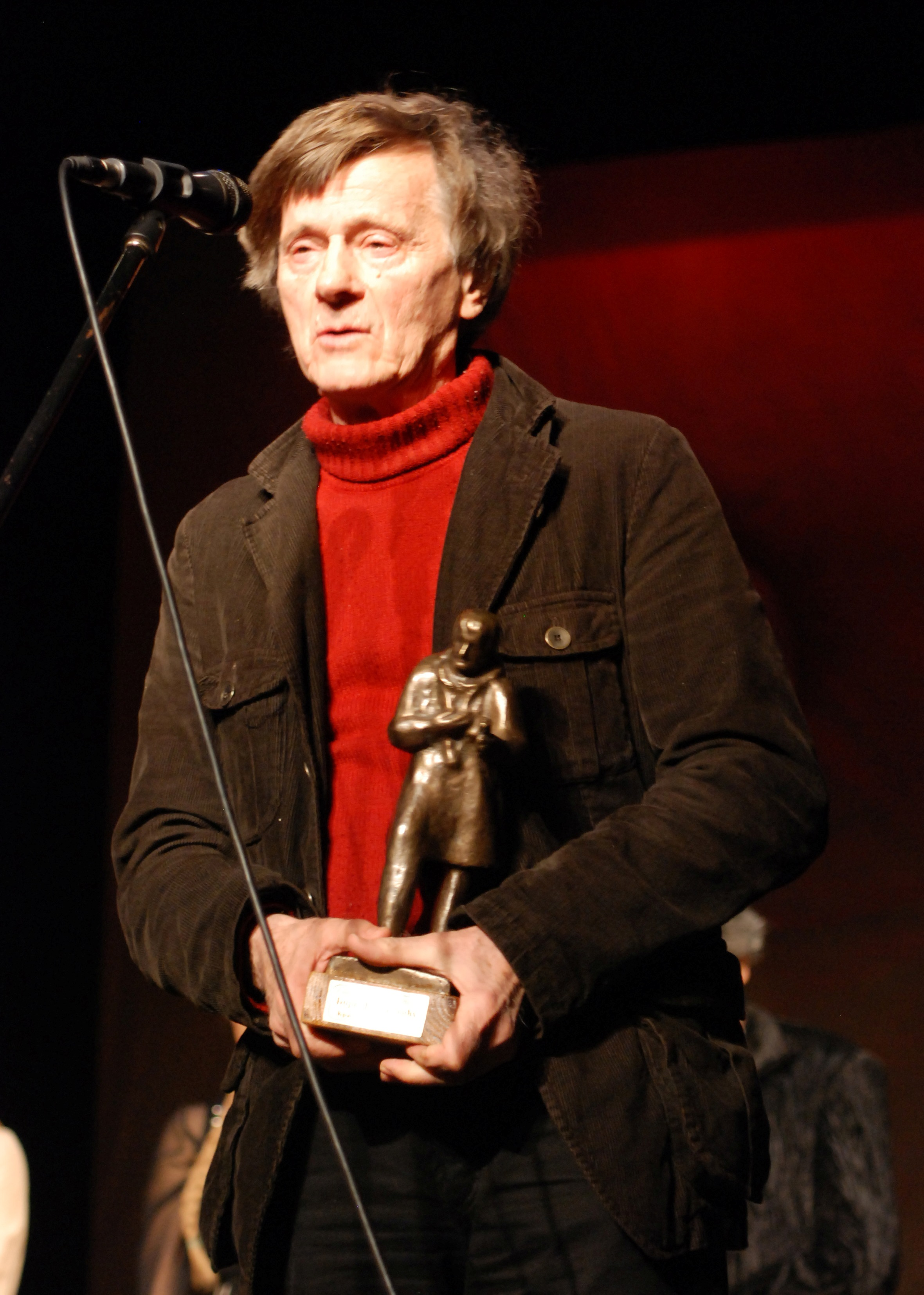
Boro Drašković, zdobywca Statuetki im. Joachima Vuijicia 2011
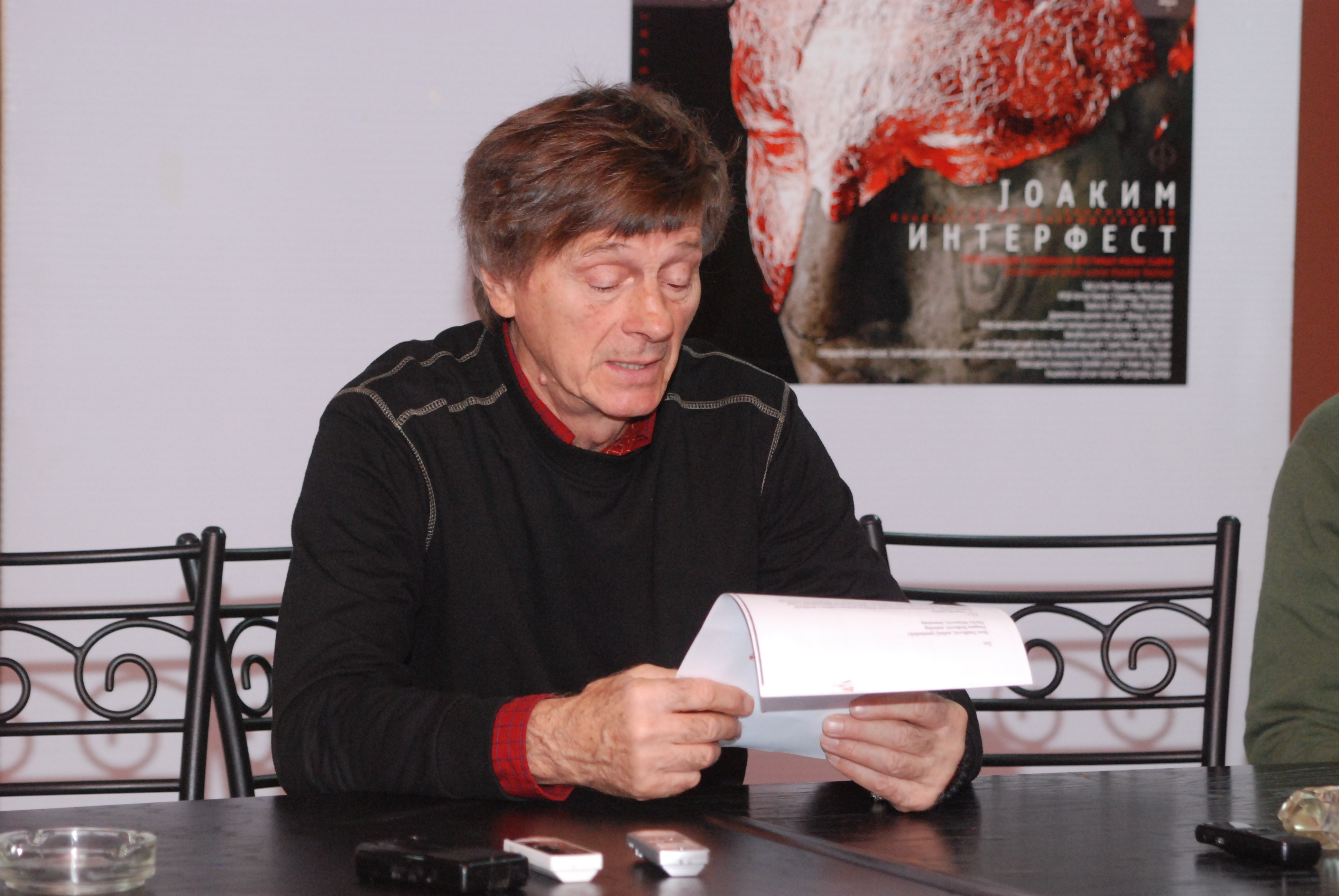
Boro Drašković, Knjaževsko-srpski teatar 2010
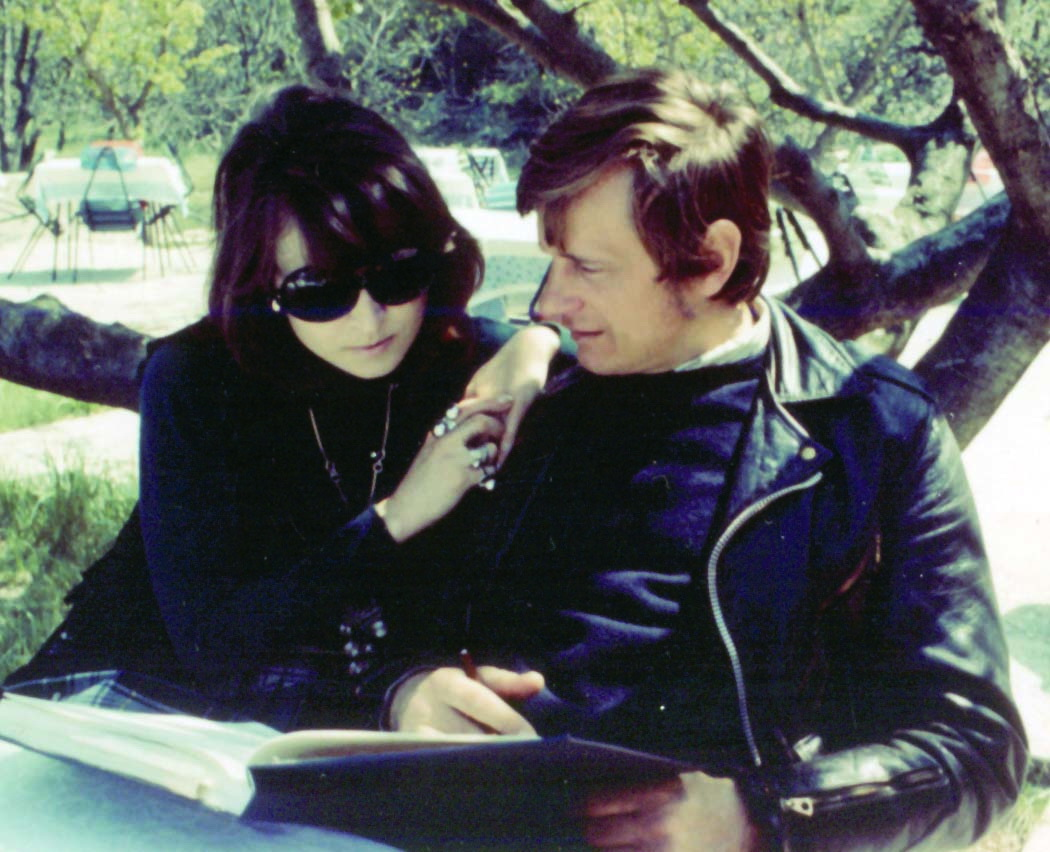
Boro i Маја Drašković
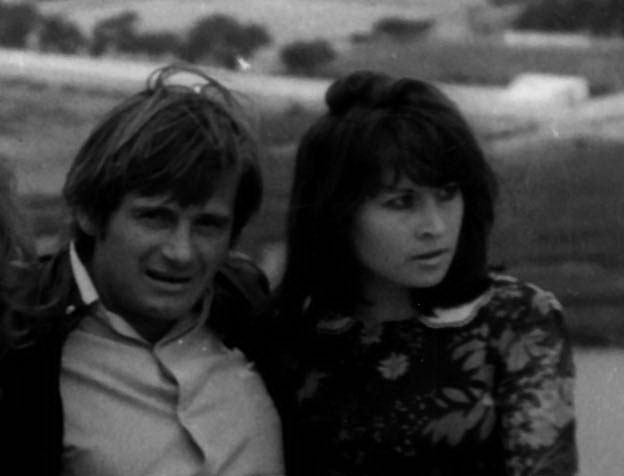
Boro i Маја Drašković
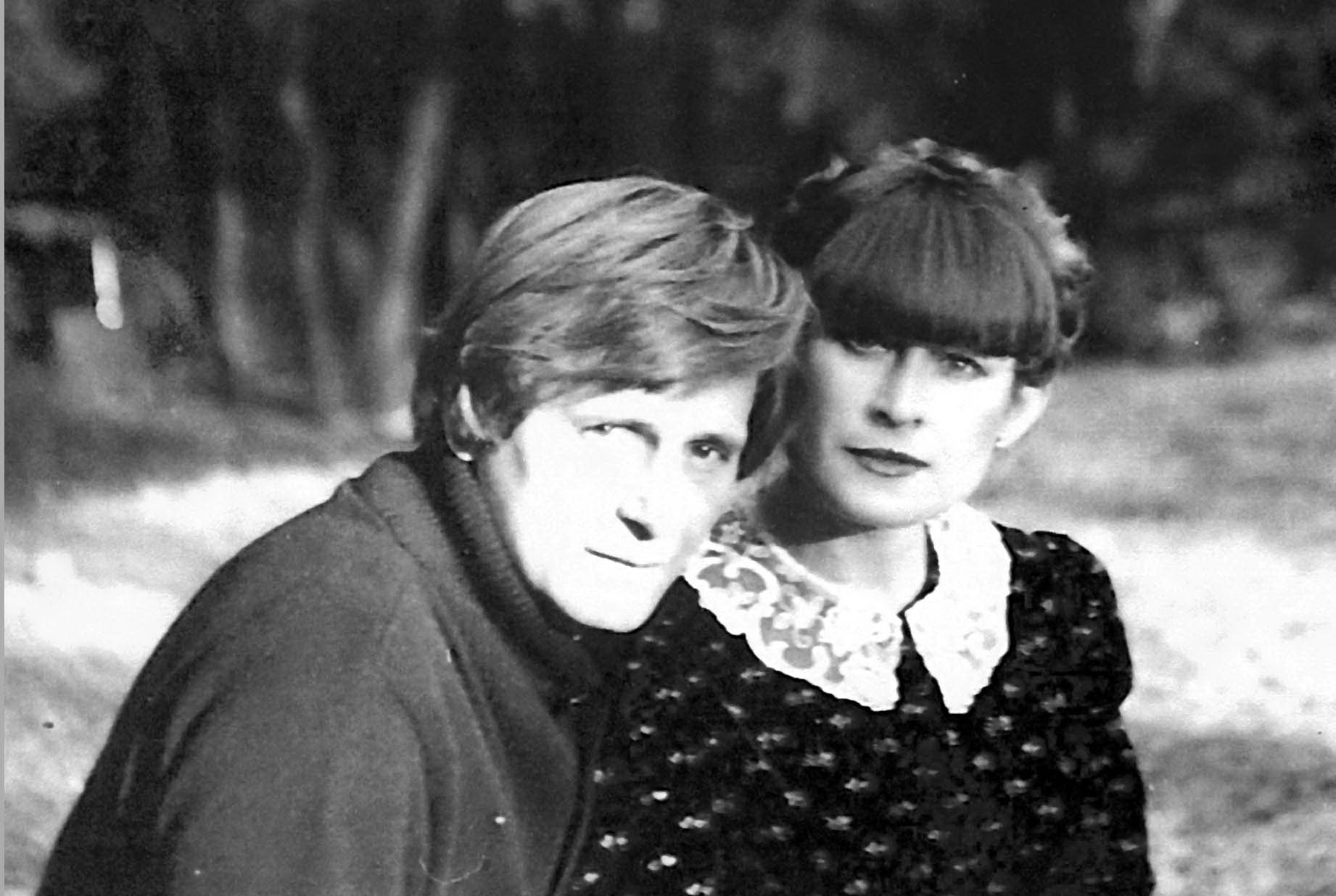
Boro i Маја Drašković